# Hvidovre Volleyball Klub 2016-2017 (maschile)
Questa voce raccoglie le informazioni riguardanti l'Hvidovre Volleyball Klub nelle competizioni ufficiali della stagione 2016-2017.

## Organigramma societario
Area direttiva
- Presidente: Tim Christensen

Area organizzativa
- Team manager: Christina Schärfe Lambach
- Tesoriere: Mette Deding

Area tecnica
- Allenatore: Martin Olesen
- Allenatore in seconda: Martin Spangen
- Scout man: Markus Larsen

## Rosa
| N° | Nome                   | Ruolo | Data di nascita   | Nazionalità sportiva |
| -- | ---------------------- | ----- | ----------------- | -------------------- |
| 1  | Mathias Petersen       | L     | 8 aprile 1998     | Danimarca            |
| 2  | Simon Jørgensen        | S/O   | 13 marzo 1999     | Danimarca            |
| 3  | Mathias Olesen         | S     | 16 luglio 1997    | Danimarca            |
| 4  | Mateusz Dziwierek      | S     | 26 febbraio 1990  | Polonia              |
| 5  | Nikolas Bach           | C     | 13 ottobre 1997   | Danimarca            |
| 6  | Jens Feldthus          | S     | 10 maggio 1998    | Danimarca            |
| 7  | Nicolai Houmann        | C     | 22 luglio 1994    | Danimarca            |
| 8  | Mathias Lambach        | P     | 17 giugno 1993    | Danimarca            |
| 9  | Mads Pedersen          | C     | 27 giugno 1993    | Danimarca            |
| 10 | Christer Johansen      | L     | 22 luglio 1990    | Danimarca            |
| 11 | Hilal Polat            | L     | 24 maggio 1988    | Danimarca            |
| 12 | Nicholas Arnold        | S/O   | 22 settembre 1989 | Australia            |
| 14 | Peter Kildegaard       | S     | 6 agosto 1990     | Danimarca            |
| 15 | Jan Vinther            | S     | 8 novembre 1994   | Danimarca            |
| 16 | Jonathan Jørgensen     | S     | 13 giugno 1994    | Danimarca            |
| 17 | Casper Olesen          | P     | 15 marzo 1991     | Danimarca            |
| 18 | Frederik Bro-Jørgensen | C     | 11 settembre 1997 | Danimarca            |